# ゴールデングローブ賞 映画部門 主演女優賞 (ドラマ部門)
ゴールデングローブ賞 映画部門 主演女優賞（ドラマ部門） (英: Golden Globe Award for Best Actress - Motion Picture Drama) はゴールデングローブ賞の部門の一つ。

## 受賞者一覧

### 1940年代
- 1943年（第1回） - ジェニファー・ジョーンズ（聖処女）
- 1944年（第2回） - イングリッド・バーグマン（ガス燈）
- 1945年（第3回） - イングリッド・バーグマン（聖メリーの鐘）
- 1946年（第4回） - ロザリンド・ラッセル（世界の母）
- 1947年（第5回） - ロザリンド・ラッセル（Mourning Becomes Electra）
- 1948年（第6回） - ジェーン・ワイマン（ジョニー・ベリンダ）
- 1949年（第7回） - オリヴィア・デ・ハヴィランド（女相続人）

### 1950年代
- 1950年（第8回） - グロリア・スワンソン（サンセット大通り）
- 1951年（第9回） - ジェーン・ワイマン（青いヴェール）
- 1952年（第10回） - シャーリー・ブース（愛しのシバよ帰れ）
- 1953年（第11回） - オードリー・ヘプバーン（ローマの休日）
- 1954年（第12回） - グレース・ケリー（喝采）
- 1955年（第13回） - アンナ・マニャーニ（バラの刺青）
- 1956年（第14回） - イングリッド・バーグマン（追想）
- 1957年（第15回） - ジョアン・ウッドワード（イブの三つの顔）
- 1958年（第16回） - スーザン・ヘイワード（私は死にたくない）
- 1959年（第17回） - エリザベス・テイラー（去年の夏 突然に）

### 1960年代
- 1960年（第18回） - グリア・ガースン（ルーズベルト物語）
- 1961年（第19回） - ジェラルディン・ペイジ（肉体のすきま風）
- 1962年（第20回） - ジェラルディン・ペイジ（渇いた太陽）
- 1963年（第21回） - レスリー・キャロン（The L-Shaped Room）
- 1964年（第22回） - アン・バンクロフト（女が愛情に渇くとき）
- 1965年（第23回） - サマンサ・エッガー（コレクター）
- 1966年（第24回） - アヌーク・エーメ（男と女）
- 1967年（第25回） - イーディス・エヴァンス（哀愁の旅路）
- 1968年（第26回） - ジョアン・ウッドワード（レーチェル レーチェル）
- 1969年（第27回） - ジュヌヴィエーヴ・ビジョルド（1000日のアン）

### 1970年代
- 1970年（第28回） - アリ・マッグロー（ある愛の詩）
- 1971年（第29回） - ジェーン・フォンダ（コールガール）
- 1972年（第30回） - リヴ・ウルマン（移民者たち）
- 1973年（第31回） - マーシャ・メイソン（シンデレラ・リバティー/かぎりなき愛）
- 1974年（第32回） - ジーナ・ローランズ（こわれゆく女）
- 1975年（第33回） - ルイーズ・フレッチャー（カッコーの巣の上で）
- 1976年（第34回） - フェイ・ダナウェイ（ネットワーク）
- 1977年（第35回） - ジェーン・フォンダ（ジュリア）
- 1978年（第36回） - ジェーン・フォンダ（帰郷）
- 1979年（第37回） - サリー・フィールド（ノーマ・レイ）

### 1980年代
- 1980年（第38回） - メアリー・タイラー・ムーア（普通の人々）
- 1981年（第39回） - メリル・ストリープ（フランス軍中尉の女）
- 1982年（第40回） - メリル・ストリープ（ソフィーの選択）
- 1983年（第41回） - シャーリー・マクレーン（愛と追憶の日々）
- 1984年（第42回） - サリー・フィールド（プレイス・イン・ザ・ハート）
- 1985年（第43回） - ウーピー・ゴールドバーグ（カラーパープル）
- 1986年（第44回） - マーリー・マトリン（愛は静けさの中に）
- 1987年（第45回） - サリー・カークランド（アンナ）
- 1988年（第46回） - ジョディ・フォスター（告発の行方）、シャーリー・マクレーン（マダム・スザーツカ）、シガニー・ウィーバー（愛は霧のかなたに）
- 1989年（第47回） - ミシェル・ファイファー（恋のゆくえ/ファビュラス・ベイカー・ボーイズ）

### 1990年代
- 1990年（第48回） - キャシー・ベイツ（ミザリー）
- 1991年（第49回） - ジョディ・フォスター（羊たちの沈黙）
- 1992年（第50回） - エマ・トンプソン（ハワーズ・エンド）
- 1993年（第51回） - ホリー・ハンター（ピアノ・レッスン）
- 1994年（第52回） - ジェシカ・ラング（ブルースカイ）
- 1995年（第53回） - シャロン・ストーン（カジノ）
- 1996年（第54回） - ブレンダ・ブレッシン（秘密と嘘）
- 1997年（第55回） - ジュディ・デンチ（Queen Victoria 至上の恋）
- 1998年（第56回） - ケイト・ブランシェット（エリザベス）
- 1999年（第57回） - ヒラリー・スワンク （ボーイズ・ドント・クライ）

### 2000年代
- 2000年（第58回） - ジュリア・ロバーツ （エリン・ブロコビッチ）
- 2001年（第59回） - シシー・スペイセク（イン・ザ・ベッドルーム）
- 2002年（第60回） - ニコール・キッドマン（めぐりあう時間たち）
- 2003年（第61回） - シャーリーズ・セロン（モンスター）
- 2004年（第62回） - ヒラリー・スワンク（ミリオンダラー・ベイビー）
- 2005年（第63回） - フェリシティ・ハフマン (トランスアメリカ)
- 2006年（第64回） - ヘレン・ミレン (クィーン)
- 2007年（第65回） - ジュリー・クリスティ（アウェイ・フロム・ハー君を想う）
- 2008年（第66回） - ケイト・ウィンスレット（レボリューショナリー・ロード/燃え尽きるまで）
- 2009年（第67回） - サンドラ・ブロック（しあわせの隠れ場所）

### 2010年代
- 2010年（第68回） - ナタリー・ポートマン（ブラック・スワン）
- 2011年（第69回） - メリル・ストリープ（マーガレット・サッチャー 鉄の女の涙）
- 2012年（第70回） - ジェシカ・チャステイン（ゼロ・ダーク・サーティ）
- 2013年（第71回） - ケイト・ブランシェット（ブルージャスミン）
- 2014年（第72回） - ジュリアン・ムーア（アリスのままで）
- 2015年（第73回） - ブリー・ラーソン（ルーム）
- 2016年（第74回) - イザベル・ユペール (エル ELLE)
- 2017年（第75回） - フランシス・マクドーマンド（スリー・ビルボード）
- 2018年（第76回） - グレン・クローズ（天才作家の妻 40年目の真実）
- 2019年（第77回） - レネー・ゼルウィガー（ジュディ 虹の彼方に）

### 2020年代
- 2020年（第78回） - アンドラ・デイ（ザ・ユナイテッド・ステイツ vs. ビリー・ホリデイ）
- 2021年（第79回） - ニコール・キッドマン（愛すべき夫妻の秘密）
- 2022年（第80回） - ケイト・ブランシェット（TAR/ター）[1]
- 2023年（第81回） - リリー・グラッドストーン（キラーズ・オブ・ザ・フラワームーン）[2]
- 2024年（第82回） - フェルナンダ・トーレス（アイム・スティル・ヒア）